# Salaparuta novello
Il Salaparuta novello è un vino a DOC che può essere prodotto nel comune di Salaparuta in provincia di Trapani.

## Vitigni con cui è consentito produrlo
- Nero d'Avola minimo 50%
- Merlot minimo 20%
- altri vitigni a bacca nera, non aromatici, raccomandati e/o autorizzati per la provincia di Trapani, da soli o congiuntamente, sino ad un massimo del 30%.

## Caratteristiche organolettiche
- colore: rosso rubino più o meno intenso;
- profumo: fruttato, intenso, caratteristico;
- sapore: asciutto, morbido, sapido;
- residuo zuccherino massimo: 10,00 g/l;

## Produzione
Provincia, stagione, volume in ettolitri